# Андрей (Конанос)
Андре́ас Кона́нос (греч. Ανδρέας Κονάνος, бывший архимандрит Андрей, греч. αρχιμανδρίτης Ανδρέας; род. 16 февраля 1970, Мюнхен) — греческий религиозный деятель, писатель и публицист. Бывший архимандрит Элладской православной церкви.
Получил широкую известность в православной среде как популярный проповедник и автор многочисленных книг и статей, переведённых на ряд языков (английский, болгарский, русский), в которых затрагивает темы, волнующие современных людей: воспитание детей, одиночество, справедливость, эгоизм, вопрос о сущности любви, об источниках радости, о сохранении связи с Богом.
Автор книг «Бог не оставит тебя», «Вместе тесно, а врозь скучно», «Добрый день, Господи!», «Когда Христос станет для тебя всем», «Не бойся радоваться!», «Счастье — в твоём сердце», «Христос посреди нас» и «Христос — это свобода!».

## Биография
Родился 16 февраля 1970 года в Мюнхене в семье, которая была родом из Янины. С 1977 года проживает в Афинах. Окончил классический лицей «Перистериу» и богословский факультет Афинского университета.
В 1999 году архиепископом Афинским и всей Эллады Христодулом рукоположен в диакона. В 2000 году был рукоположен в иерея и затем возведён в сан архимандрита.
В своем приходе он проводил студенческие собрания, встречи, проповедовал, а также читал лекции для родителей в школах и духовных центрах Афинской архиепископии. С 2006 года на радио Пирейской митрополии был ведущим передачи «Невидимые переходы» (греч. Αθέατα περάσματα). Это стало поводом для приема приглашений на выступления во многих городах Греции, Кипра и Америки.
24 августа 2020 года сообщил, что «подал в Священную Афинскую Архиепископию заявление о моем выходе из рядов духовенства и снова стал обычным гражданином мира сего». Он заявил, что для этого у него много причин, однако не стал их указывать. Решение вызвало оживлённую реакцию в интернете. Сам Андрей Конанос в ответ на это опроверг слухи о своём уходе в лайф-коучинг, заявив, что продолжит делать то, что он делал, только более расслабленным и свободным способом, через видео, социальные сети, выступления, оставаясь писателем как и был. Особо подчеркнул, что он вовсе не «разводится с Богом»

### Сочинения

#### Книги
- Христос посреди нас. О святости повседневной жизни. — М.: Никея, 2018. — 320 с. — (Радостная серия). — ISBN 978-5-91761-880-7 — 15000 экз.
- Добрый день, Господи! Книга о радостной вере. — М.: Никея, 2018. — 240 с. — ISBN 978-5-91761-809-8, ISBN 978-5-91761-986-6 (Радостная серия) — 7000 экз.
- Бог не оставит тебя. — М.: Сретенский монастырь, 2018. — 416 с. — ISBN 978-5-7533-1411-6 — 10000 экз.
- Когда Христос станет для тебя всем. — М.: Сретенский монастырь, 2018. — 352 с. — ISBN 978-5-7533-1497-0 — 10000 экз.
- Не бойся радоваться! Беседы о Православии. — М.: Сретенский монастырь, 2018. — 496 с. — ISBN 978-5-7533-1425-3 — 10000 экз.
- Счастье — в твоем сердце. Как полюбить Бога, полюбив себя. — М.: Никея, 2019. — 288 с. — ISBN 978-5-91761-991-0
- Боль расширяет сердца. Беседы о скорбях и болезнях. — М.: Сретенский монастырь, 2019. — 160 с. — ISBN 978-5-7533-1523-6 — 10000 экз.
- Вместе тесно, а врозь скучно. Советы для гармоничной совместной жизни. — М.: Сретенский монастырь, 2019. — 224 с. — ISBN 978-5-7533-1553-3 — 10000 экз.
- Всё будет хорошо! Беседы о Промысле Божием. — М.: Сретенский монастырь, 2019. — 176 с. — ISBN 978-5-7533-1588-5 — 10000 экз.
- Источник радости. Беседы о Церкви и священстве. — М.: Сретенский монастырь, 2019. — 176 с. — ISBN 978-5-7533-1524-3 — 10000 экз.
- Кислород души. Беседы о молитве. — М.: Сретенский монастырь, 2019. — 176 с. — ISBN 978-5-7533-1521-2 — 10000 экз.
- Лекарство от одиночества. Беседы о любви. — М.: Сретенский монастырь, 2019. — 224 с. — ISBN 978-5-7533-1527-4 — 10000 экз.
- Архимандрит Андрей (Конанос), митрополит Афанасий Лимасольский (Николау), архимандрит Симеон (Крайопулос), протопресвитер Георгий С. Куюмдзоглу Счастливая семья: создать и сохранить. Беседы греческих духовников. — М.: Сретенский монастырь, 2019. — 304 с. — ISBN 978-5-7533-1568-7 — 10000 экз.
- Уважай своих детей. Беседы о воспитании. — М.: Сретенский монастырь, 2019. — 208 с. — ISBN 978-5-7533-1525-0 — 10000 экз.
- Хочу создать семью. Беседы о семейной жизни. — М.: Сретенский монастырь, 2019. — 176 с. — ISBN 978-5-7533-1526-7 — 10000 экз.
- Христос — это свобода! — М.: Сретенский монастырь, 2019. — 320 с. — ISBN 978-5-7533-1511-3 — 10000 экз.
- Преподобный Паисий Святогорец, преподобный Силуан Афонский, преподобный Порфирий Кавсокаливит, архимандрит Андрей (Конанос), митрополит Афанасий Лимасольский (Николау), старец Амфилохий (Макрис), митрополит Николай (Хадзиниколау), старец Ефрем Филофейский (Мораитис), архимандрит Эмилиан (Вафидис) Всегда радуйтесь. Советы и мысли святых отцов и современных греческих проповедников / Ред.-сост. Е. А. Вершинина, Е. Е. Зубкова. — М.: Вольный странник, 2019. — 176 с. — ISBN 978-5-00152-020-7. — 5000 экз.
- Преподобный Паисий Святогорец, преподобный Никодим Святогорец, святитель Нектарий Пентапольский (Эгинский), преподобный Порфирий Кавсокаливит, преподобный Силуан Афонский, архимандрит Андрей (Конанос), преподобный Иосиф Исихаст, старец Моисей Святогорец, схиархимандрит Софроний (Сахаров), старец Амфилохий (Макрис), старец Иосиф Ватопедский, митрополит Николай (Хадзиниколау), старец Ефрем Катунакский, старец Ефрем Филофейский (Мораитис), архимандрит Эмилиан (Вафидис), митрополит Афанасий Лимасольский (Николау) / Ред.-сост. Е. А. Вершинина, Е. Е. Зубкова. — М.: Вольный странник, 2019. — 176 с. — ISBN 978-5-00152-022-1 — 5000 экз.
- Архимандрит Эмилиан (Вафидис), архимандрит Андрей (Конанос), преподобный Иосиф Исихаст, преподобный Паисий Святогорец, преподобный Порфирий Кавсокаливит, святитель Нектарий Пентапольский (Эгинский), архимандрит Парфений (Мурелатос), старец Ефрем Филофейский (Мораитис), старец Иосиф Ватопедский, преподобный Силуан Афонский, старец Амфилохий (Макрис), старец Ефрем Катунакский, старец Арсений Исихаст (Галанопулос), схиархимандрит Софроний (Сахаров), митрополит Афанасий Лимасольский (Николау) Непрестанно молитесь. Советы и мысли святых отцов и современных греческих проповедников / Ред.-сост. Е. А. Вершинина, Е. Е. Зубкова. — М.: Вольный странник, 2019. — 192 с. — ISBN 978-5-00152-021-4 — 5000 экз.
- Духовная амнезия. Беседы о том, как не забыть о Боге. — М.: Сретенский монастырь, 2020. — 160 с. — ISBN 978-5-7533-1592-2 — 10000 экз.
- Как стать счастливым. Беседы о радости. — М.: Сретенский монастырь, 2020. — 192 с. — ISBN 978-5-7533-1583-0 — 10000 экз.
- Неисчерпаемый источник. Беседы о единстве с Богом и ближними. — М.: Сретенский монастырь, 2020. — 128 с. — ISBN 978-5-7533-1582-3 — 10000 экз.

#### Статьи
- Архимандрит Андрей (Конанос) на сайте Православие.ру